# گیزلا پونس د لئون فرانکو

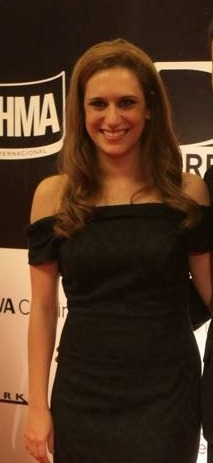

گیزلا پونس د لئون فرانکو (لیما، ۱۲ آوریل 1985) بازیگر و خواننده پرویی است. او کار خود را با تئاتر آغاز کرد و اولین حضور خود در تلویزیون را در سال ۲۰۰۶ انجام داد. او در چندین نمایش در کشورش از جمله موزیکال‌های کاباره، ال موزیکال ۲۰۱۰ و کاسی عادی بازی کرده‌است و همچنین در فیلم‌های پرو ایفای نقش کرده‌است.
او پس از رقابت در چندین برنامه کودک، در یک گروه بازیگری برای بازی در نمایش موزیکال آنی به کارگردانی اسوالدو کاتونه شرکت کرد. او همچنین بخشی از بازیگران رقص در برنامه Karina y Timoteo بود.
پونس د لئون تحصیلات بازیگری خود را در مرکز آموزش تئاتر دانشگاه کاتولیک آغاز کرد.